# Chokoladebolle

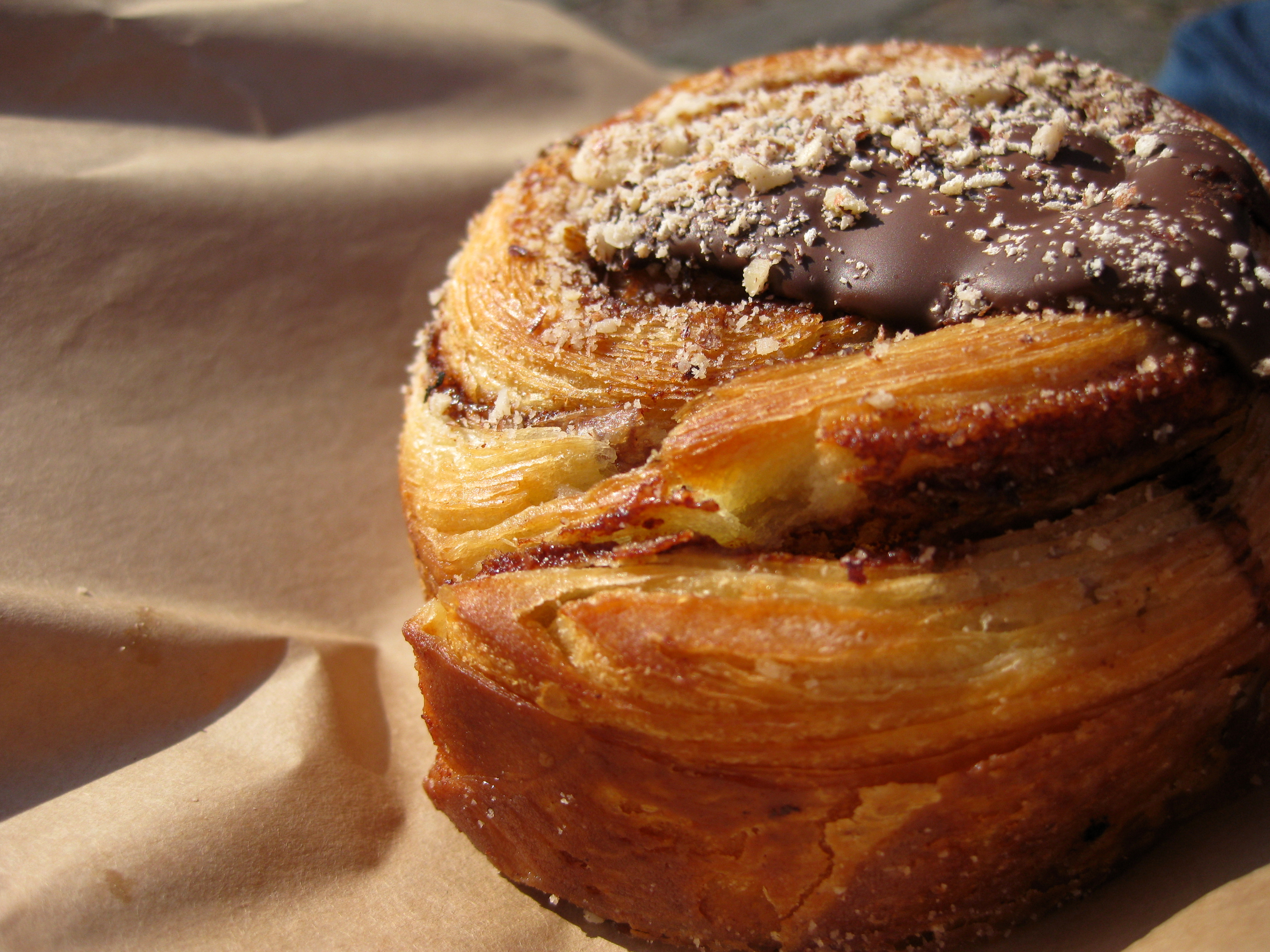
Chokoladebolle

Chokoladebolle é um bolo dinamarquês.
É preparado com massa folhada wienerbrød, 
apresentando uma cobertura de glacê de chocolate, no centro.
É frequentemente consumido ao pequeno-almoço, ou à tarde, com café.